# قلب الذيب (مسلسل)
قَلْبْ الذِّيبْ هو مسلسل درامي تاريخي تونسي من إخراج وتأليف بسام الحمراوي، وإنتاج خولة سليماني تدور أحداثه في الفترة الممتدة بين نهاية الأربعينات عقب الحرب العالمية الثانية، وبداية الخمسينات قبل إعلان استقلال تونس، حيث يتطرق إلى دور قادة الحركة الوطنية والفلاقة في مقاومة الحماية الفرنسية. 
المُسلسل يحتوي على 15 حلَقة وقد تمَّ الانتهاءُ من تصويره في يوم 7 يناير 2020 وتمَّ بثُّه في النِّصف الأول من شهرِ رمضان على القناة الوطنية التونسية الأولى.

## القصة
تدور أحداث المسلسل حول قيادات الحركة الوطنية التونسية، بقيادة سي الشريف،
حيث يحاول رفقة أصدقائه إعادة المنصف باي للحكم بعد أن قام الفرنسيون بخلعه.
أحد المتعاونين مع سلطات الحماية الفرنسية، الشاذلي، يعلم بذلك، فيطلب من الهادي، وهو أحد الممرضين الذي يعمل مع ابنته جنينة، التجسس على اجتماعات الحركة حتى يوافق على زواجه منها، لكن يقوم الهادي بقتله، ويقطع علاقته مع جنينة. إضافة إلى ذلك، تحاول الحركة الوطنية حشد جهود جميع التونسيين لنيل الاستقلال، من خلال التعاون مع الفلاقة ومع العاملات في الملاهي الليلية (وسيلة ودوجة) بهدف التجسس على الضباط والمتعاونين مع سلطات الحماية الفرنسية، مثل الصادق.
من جهة أخرى، يتناول المسلسل محاولة أحد المعمرين الفرنسيين (كلود) افتكاك أرض فلاحية من مالكها الأصلي (بشير) فيقوم هذا الأخير بقتله. نتيجة لذلك، تحدث مواجهات بعد إقدام الفرنسيين على إعدامه رميًا بالرصاص، وقيام ابنه حبيب بقتل الضباط الفرنسيين، ثم الهروب والانضمام إلى جماعة الفلاقة.
بعد ذلك، تتعرض عائلة حبيب إلى العديد من المآسي، حيث يقوم بول، ابن كلود، باغتصاب شقيقته فطيمة، بينما تُصاب والدته، العكري، بالجنون. من جانب آخر، يتعرض حبيب للخيانة من أحد أصدقائه من رجال الحركة الوطنية، الجيلاني، الذي يقدم على الزواج من خطيبته حبيبة بعد انضمام حبيب إلى الفلاقة.

## الشخصيات

### الشخصيات الرئيسية
- فتحي الهداوي: «الشريف» أحد زعماء الحركة الوطنية التونسية
- دليلة مفتاحي: «العكري» زوجة أحد ملاك الأراضي الفلاحية
- عيسى حراث: «العروسي» مؤدب (مدرس قرآن)
- رؤوف بن عمر: «المنصف» أحد زعماء الحركة الوطنية
- فتحي المسلماني: «محمود» قيادي في الحركة الوطنية
- بسام الحمراوي: «حبيب» ابن العكري، أحد الفلاقة
- أحمد الأندلسي: «الصادق» ضابط شرطة تونسي متعاون مع الفرنسيين
- لطيفة القفصي: «الزازية» زوجة العروسي
- خولة سليماني: «جنينة» ممرضة تونسية
- حمدي حدة: «جون» ضابط شرطة فرنسي
- أمين الإمام: «بول» ابن أحد المعمرين الفرنسيين
- عزيز الجبالي: «الهادي» ممرض تونسي، خطيب جنينة
- جهاد الشارني: «الجيلاني» أحد رجال الحركة الوطنية، صديق الهادي وحبيب

### الشخصيات الثانوية
- أميمة بن حفصية: «فطيمة» شقيقة حبيب، ابنة العكري
- سماح السنكري: «حبيبة» خطيبة حبيب، ابنة العروسي والزازية
- أسماء بن أحمد: «وسيلة» مغنية تونسية متعاونة مع قادة الحركة الوطنية
- كلثوم حندوس: «دوجة» صديقة وسيلة، ابنة الشريف
- المنصف العجنقي: «خميس» فحام متعاون مع الفلاقة
- سفيان الداهش: «البرني» ابن خالة حبيبة، متعاون مع سلطات الحماية الفرنسية
- نصاف بن حفصية: «الخالة» والدة الجيلاني
- عبد اللطيف بو علاق: «عبد الستار» والد الجيلاني
- كريم الغربي: «جون باتيست» ضابط شرطة فرنسي
- عبد الغني بن طارة: «الشاذلي» والد جنينة، متعاون مع سلطات الحماية الفرنسية
- بية الزردي: «حسيبة» حبيبة الشريف، والدة دوجة
- محمد الظريف: «بشير» مالك أرض فلاحية، والد حبيب وزوج العكري
- كريم زكريا: «كلود» أحد المعمرين الفرنسيين، والد بول

## التسمية
صرح المخرج بسام الحمراوي بأنه كان ينوي اختيار إسم «الفلاقة» للمسلسل، قبل التراجع لعدة أسباب أبرزها المعنى السلبي للكلمة والتي تعني «قاطع الطريق»، كما أن الكلمة لم تكن معروفة في تلك الحقبة الزمنية (الأربعينات). أما عن اسم المسلسل  فقد صرح أن كون المعنى المقصود من الاسم هو شجاعة الذئب، كما أفاد بأنه شارك في المسلسل كلب ذئب تشيكوسلوفاكي مُدرَب.

## روابط خارجية
- قلب الذيب على موقع IMDb (الإنجليزية)
- قلب الذيب على موقع قاعدة بيانات الأفلام العربية
- قلب الذيب على موقع كينوبويسك (الروسية)